# Neoathyreus corniculatus
Neoathyreus corniculatus is een keversoort uit de familie cognackevers (Bolboceratidae). De wetenschappelijke naam van de soort werd in 1909 gepubliceerd door Carl Felsche.